# Maestro di Angera
Maestro di Angera (XIII secolo) è stato un pittore italiano.

## Biografia

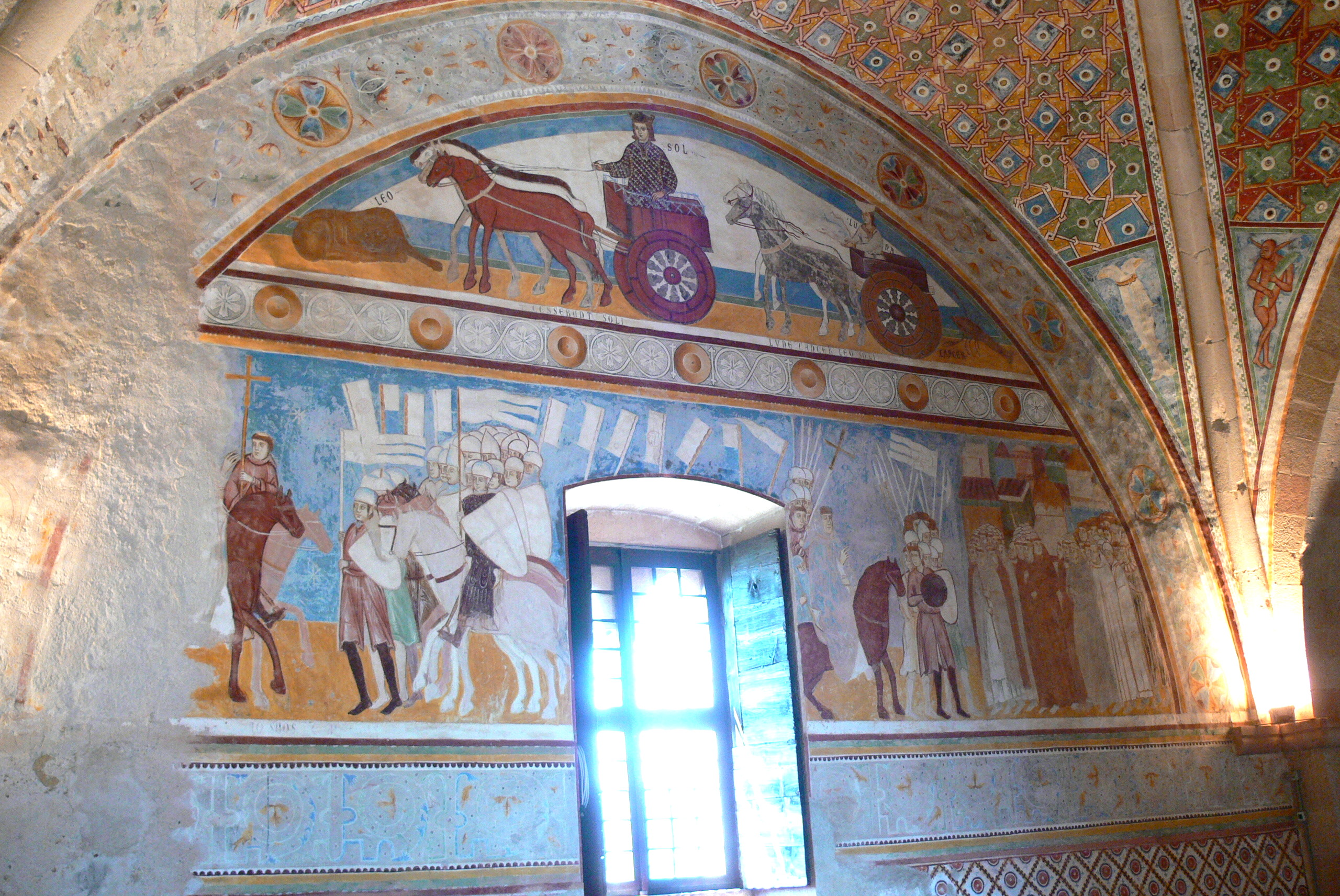
Rocca di Angera - Sala di Giustizia

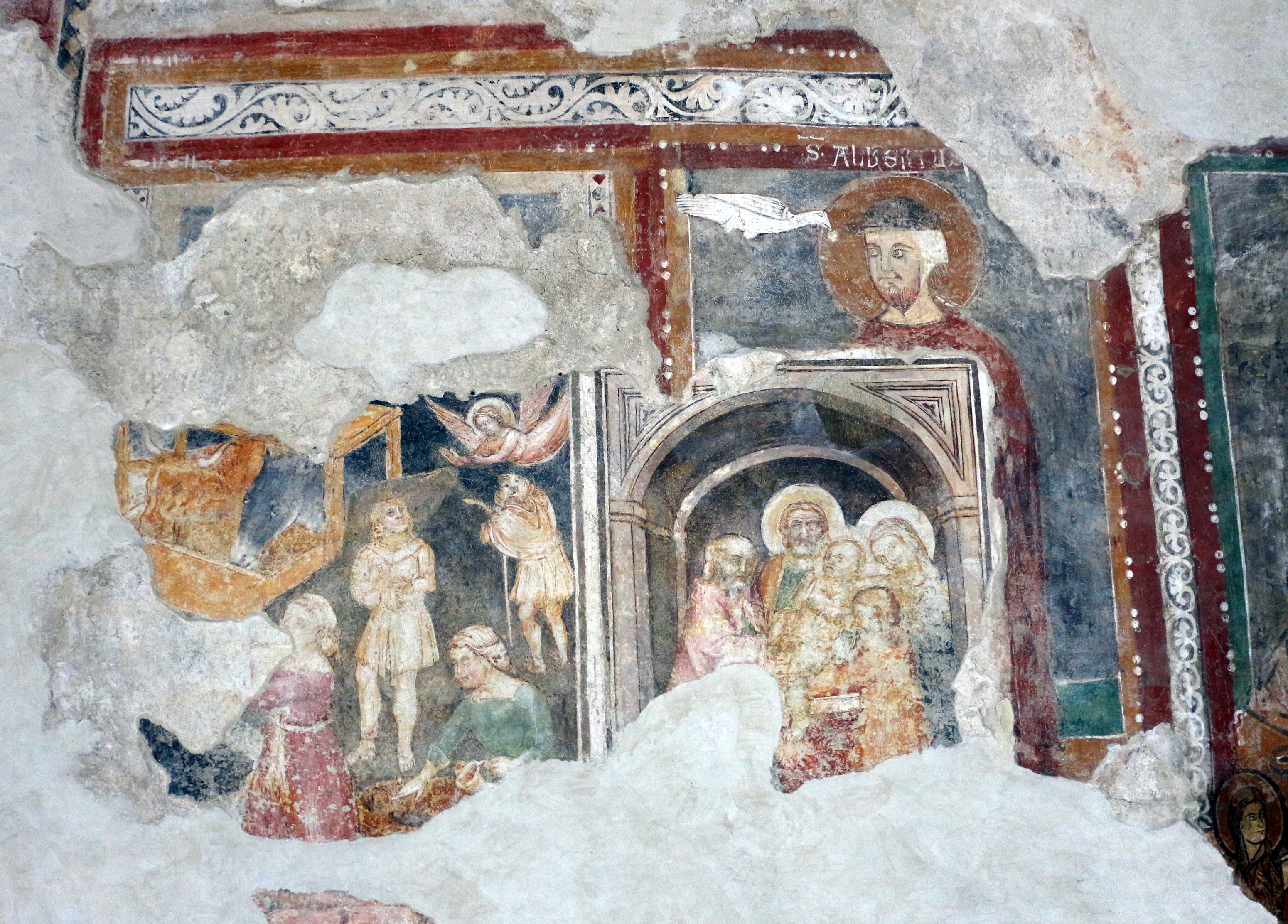
San Giuseppe e sant'Alberto

Le pitture a fresco risalenti dal XII e XIV secolo presenti in Bergamo e sul territorio bergamasco, non sono sempre state eseguite da pittori conosciuti e identificati, per questo vi sono alcuni artisti a cui viene dato il nome delle località dove hanno lavorato o del soggetto che hanno eseguito, tra questi il maestro di Angera, il Maestro dell'Albero della Vita, il Maestro dell'Aula della Curia. Di tutti questi artisti non si hanno importanti indicazioni biografiche.
Poche sono le informazioni del Maestro di Angera, che viene identificato per l'importante lavoro di pittura a fresco che aveva realizzato nella Sala di Giustizia della Rocca Borromea di Angera. Di quest'opera si conosce la committenza di Ottone Visconti negli ultimi decenni del XIII secolo e non come era per molto tempo indicato, da Matteo I Visconti avvenuta e realizzata tra il 1314 e il 1316. Il ciclo racconta la vittoria di Ottone su Napoleone della Torre. Gli affreschi conservati nelle chiese di Bergamo, sono di difficile datazione. La pittura dell'artista e della sua bottega furono importante influsso nella pittura lombarda della fine del Duecento. Secondo lo storico Pietro Toesca, l'artista fu innovatore nell'arte: «gli affreschi di Angera non rinnovano la lunga tradizione stilistica […] la concludono, piuttosto: recano a più alta perfezione quanto aveva lungamente elaborato». proponendo la datazione della fine del Duecento, evidenziando che le raffigurazioni hanno ancora un linguaggio bizantineggianete ma con un importante rinnovamento gotico.
Il ciclo della Rocca Borromea fu quindi probabilmente fatto risalire al 1285-1290, e si sviluppa su più quadri.
L'immagine del beato Alberto di Villa d'Ogna (morto nel 1279) presente nella chiesa di San Michele al Pozzo Bianco di Bergamo, fu scoperta solo nel 1941 ed è la prima raffigurazione il beato. Questo è dipinto a trequarti e riporta la scritta «S. Albertus». Fu commissionato dai rappresentanti della congregazione di San Michele facente parti della congregazione di Santa Maria Maggiore.

## Opere
- Storie della vittoria di Ottone Visconti su Napo Torriani avvenuta a Desio nel 1277 - ciclo di affreschi nella sala di Giustizia della Rocca Borromea di Angera; Il ciclo si sviluppa su più quadri: 
  - Napoleone Torriani condotto in prigione a Como a Castel Baradello, di cui molta parte persa,
  - Ottone che salva la vita al prigioniero (ABSOLVIT D. NAPOLEONEM AB EX-COMUNICATIONE PARCIT SUIS ET VITAMCONSERVAT EI VENIAM PETENTI), dove è raffigurato sul lato sinistro dell'affresco, Ottone a cavallo e di fronte a lui Napo Torriani che infossa un'armatura, inginocchiato a chiedere di aver salva la vita. Il dipinto è posto sotto la raffigurazione di “Saturno tra Acquario e Capricorno”;
  - Allocuzione di Ottone ai nobili esuli da Milano, dove il Visconti invita a deporre le armi;
  - Ottone che entra trionfale a Milano fatti che erano stati narrati da Stefanardo da Vimercate.[4] Visconti persero la rocca nel 1294 che tornò in mano ai Torriani e nel 1302 nuovamente persa per passare all'arcivescovo Francesco I da Parma che vi rimase fino alla morte avvenuta nel 1308, dopo un breve passaggio ancora ai della Torre la torre fu nuovamente occupata da Matteo Visconti nel 1309. Questi passaggi di personaggi nella rocca non danneggiarono le pitture che forse non erano troppo malvagie neppure nel racconto delle vicende di Napo Torriani, facendo anche ritenere per molto tempo che furono commissionati da quest'ultimo.[2]
- Madonna col Bambino e i santi Agnese, Bartolomeo e Ambrogio lunetta della cappella della rocca Borromea, strappato e conservato nella medesima sala ma che potrebbe essere opera della bottega del Maestro;
- Madonna col Bambino nella basilica di Sant'Eustorgio;
- Sant'Alberto di Villa d'Ogna nella chiesa di San Michele al Pozzo Bianco di Bergamo; nel 1941 furono rinvenuti gli affreschi della chiesa, molti d'origine votiva e divisi in riquadri che si sono nel tempo sovrapposti, molto danneggiata è l'immagine a lato di cui è difficile identificare l'identità;
- Madonna del latte chiesa di San Michele al Pozzo Bianco, posta accanto all'immagine del beato, purtroppo acefale, ma posta su di un trono dalla ricca decorazione, mentre il Bambino, sorretto dalla Madonna è posto sul suo grembo ed è benedicente;
- Santa e devoto chiesa di San Michele al Pozzo Bianco; ai piedi della Vergine vi sono raffigurati due personaggi identificabili in santa Maria Maddalena dai lunghi capelli biondi e un devoto con le mani giunte, forse il committente. I dipinti sarebbe databili al 1279 medesimo anno in cui è morto Alberto da Villa d'Ogna diventando questi i primi dipinti che lo raffigurano, voluti probabilmente da un membro della congregazione di San Michele fondata nella chiesa nel 1266. Questi personaggi erano conosciuti come «cittadini modello».[2]

Opere vicino al maestro:
- Madonna in trono col Bambino chiesa di Santa Grata in Columnellis  di Bergamo;
- San Gervasio, San Protasio, La consegna della regola benedettina da parte del Patriarca alla badessa del monastero.